# Rosa skärelav
Rosa skärelav (Schismatomma pericleum) är en lavart som först beskrevs av Erik Acharius, och fick sitt nu gällande namn av Jakob Severin Deichmann Branth och Emil Rostrup. Rosa skärelav ingår i släktet Schismatomma, och familjen Roccellaceae. Enligt den finländska rödlistan är arten akut hotad i Finland. Enligt den svenska rödlistan är arten nära hotad i Sverige. Arten förekommer i Götaland, Gotland, Öland, Svealand, Nedre Norrland och Övre Norrland. Artens livsmiljö är naturmoskogar.